# Mus orangiae
Mus orangiae (Миша оранжева) — вид роду мишей (Mus).

## Поширення
Країни поширення: Лесото, ПАР.

## Екологія
Населяє тропічні або субтропічні висотні луки, орні землі і пасовища.